# 木卫三十一
木卫三十一（S/2001 J 11，Aitne，/ˈɛtniː/，ET-nee，/ˈaɪt-/，EYET-；希腊语：Αίτνη）, 又名Jupiter XXXI，是木星的一颗逆行的不規則衛星。由斯科特·谢泼德所領導的夏威夷大學研究小組於2001年發現。木卫三十一是加爾尼群的成员，而加爾尼群是一群環繞木星逆行的不規則衛星，它們的軌道半長軸在23與24 Gm之間，且軌道傾角都在约165°。
其直徑約為3公里，軌道平均半徑為22,285 Mm，軌道周期為679.641地球日，與黃道間的軌道傾角為166°（与木星赤道164°），運轉方向為逆行，軌道離心率为0.393。
它在2003年8月被命名为Aitna或Aitne，是埃特纳火山的化身。